# Скорупський Ісаак Абрамович
Ісаак Абрамович Скорупський (нар. 16 березня 1929, Київ) — український радянський художник-оформлювач; член Спілки радянських художників України.

## З біографії
Народився 16 березня 1929 року в місті Києві (нині Україна). Мешкав у Києві в будинку на вулиці Актюбінській, № 8/2, квартира № 13. 

## Творчість
Працював в галузі оформлювального мистецтва. Серед робіт:
- проєкт оформлення павільйону «Машинобудування і приладобудування» Виставки передового досвіду в народному господарстві УРСР (1966—1967);
- проєкт оформлення виставки «50 років Української РСР» (1967);
- проєкт оформлення фотовиставки «50 років УРСР» у Московському Будинку журналістів (1967);
- проєкт оформлення інтер'єрів санаторію «Казахстан» у Єсентуках (1968).